# Grand Prix Syrakus 1951
Grand Prix Syrakus 1951 (oficiálně I Gran Premio di Siracusa) byl nemistrovský závod Formule 1 v sezóně 1951, který se konal dne 11. března 1951 na Sicílii v Itálii.

## Závod
| Poř. | No. | Jezdec              | Konstruktér | Počet kol | Čas/Odstoupení | Pořadí na startu |
| ---- | --- | ------------------- | ----------- | --------- | -------------- | ---------------- |
| 1    | 24  | Luigi Villoresi     | Ferrari     | 80        | 2:57:31.6      | 3                |
| 2    | 18  | Dorino Serafini     | Ferrari     | 77        | + 3 kola       | 4                |
| 3    | 26  | Rudi Fischer        | Ferrari     | 77        | + 3 kola       | 6                |
| 4    | 2   | Henri Louveau       | Talbot-Lago | 76        | + 4 kola       | 7                |
| 5    | 4   | Louis Rosier        | Talbot-Lago | 75        | + 5 kol        | 9                |
| Ret  | 20  | Alberto Ascari      | Ferrari     | 69        | Motor          | 1                |
| NC   | 10  | Pierre Staechelin   | Ferrari     | 68        | + 12 kol       | 12               |
| Ret  | 16  | Nino Farina         | Maserati    | 47        | Motor          | 2                |
| Ret  | 22  | Harry Schell        | Maserati    | 40        |                | 10               |
| Ret  | 14  | Princ Bira          | Maserati    | 38        |                | 8                |
| Ret  | 8   | Ferdinando Righetti | Ferrari     | 18        |                | 11               |
| Ret  | 12  | Giovanni Bracco     | Ferrari     | 3         |                | 5                |